# Josef Wolf (český politik)
Josef Wolf, pokřtěný Josef Ferdinand (11. prosince 1831 Chomutov – 24. září 1869 Cheb) byl rakouský politik německé národnosti z Čech, v 2. polovině 19. století poslanec Říšské rady.

## Biografie
Vystudoval filozofii a nastoupil jako suplent v Opavě. Roku 1857 byl přeložen na gymnázium v Chebu, kde se ještě téhož roku stal řádným učitelem. Od roku 1862 byl členem Verein fur Geschichte der Deutschen in Böhmen. V lokálním tisku publikoval články a cestopisné statě, napsal dvě divadelní hry.
Už v roce 1863 a znovu roku 1865 neúspěšně kandidoval na Český zemský sněm. Roku 1863 se ucházel o mandát za kurii venkovských obcí, obvod Cheb, Vildštejn a Aš, roku 1865 za městskou kurii, obvod Aš, Rossbach. Uspěl teprve v doplňovací volbě, konané 22. ledna 1866, nyní za kurii venkovských obcí, obvod Horšovský Týn, Hostouň, Ronšperk. Mandát za týž obvod obhájil i v řádných zemských volbách v lednu 1867 i v krátce poté konaných zemských volbách v březnu 1867. Zastupoval liberální provídeňskou a centralistickou Ústavní stranu. Zemský sněm ho 13. dubna 1867 zvolil i do Říšské rady.
Zemřel v září 1869.